# My Old Kentucky Home
Pour l’article homonyme, voir My Old Kentucky Home (film, 1922).
My Old Kentucky Home est une chanson écrite par Stephen Foster en 1852. Son titre à l'origine était Poor Uncle Tom. La chanson est inspirée par le roman La Case de l'oncle Tom. Le copyright de My Old Kentucky Home, Good Night date du 31 janvier 1953.

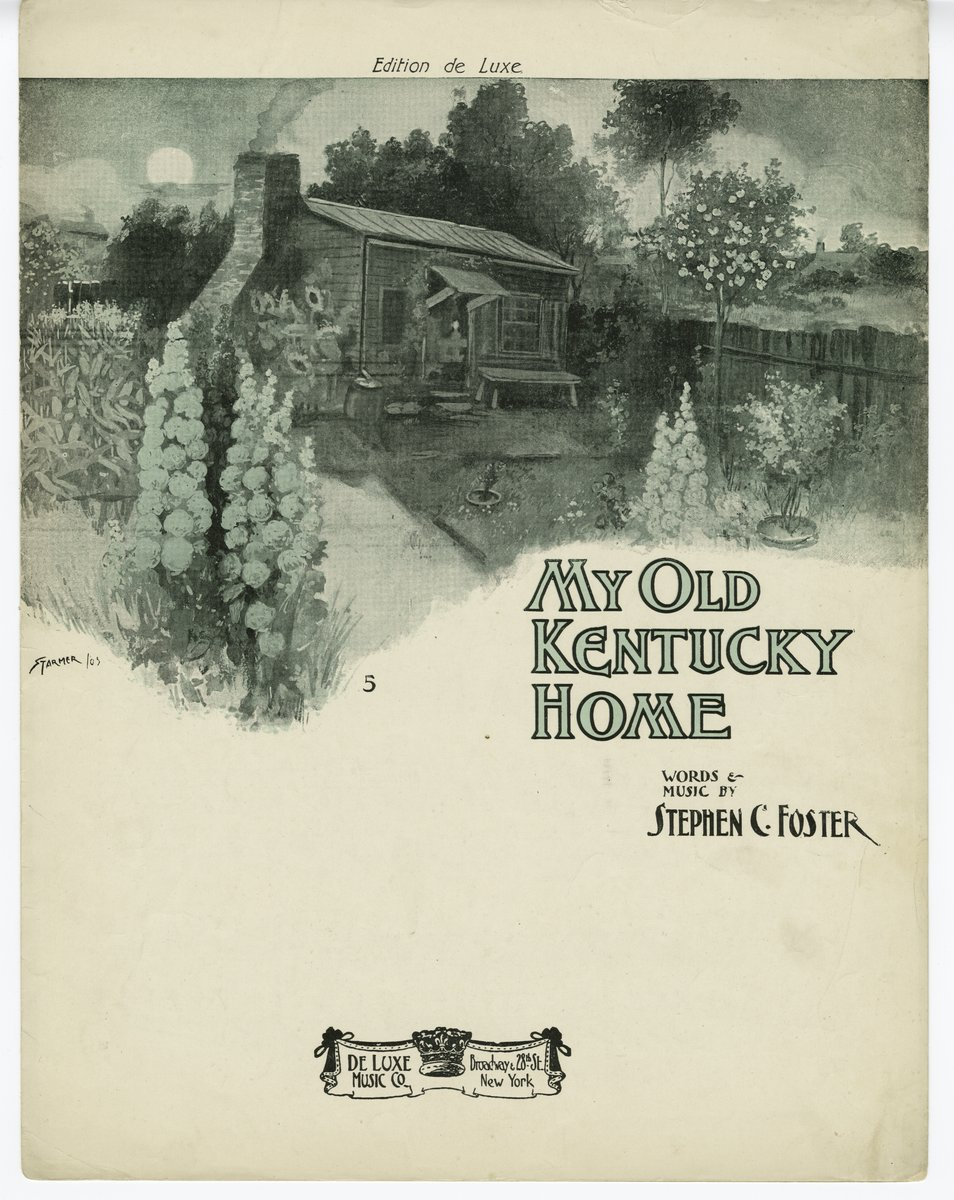
My Old Kentucky Home

Un premier enregistrement de la chanson est effectué à Washington en avril 1894 par le Standard Quartet, mais n'est pas distribué par Columbia. Le premier enregistrement commercial a lieu fin 1897 par le Edison Male Quartet, le groupe maison de la compagnie de phonographe de Thomas Edison, composé des ténors Roger Harding et Jere Mahoney, le baryton S. H. Dudley, et la basse William F. Hooley. Ils sont accompagnés au piano.
En 1928, My Old Kentucky Home est choisie comme hymne officiel par l'État du Kentucky.
Devenue un standard du folklore américain, la chanson a été reprise par de nombreux artistes, parmi lesquels :
- 1898 : John Philip Sousa's Band
- 1930 : Paul Robeson
- 1940 : Bing Crosby[5]
- 1970 : Ry Cooder sur son premier album[6]
- 1975 : Johnny Cash sur l'album John R. Cash
- Louis Armstrong
- Al Jolson
- Erroll Garner
- Merle Travis
- Gene Autry